# Aikawa Yoshisuke

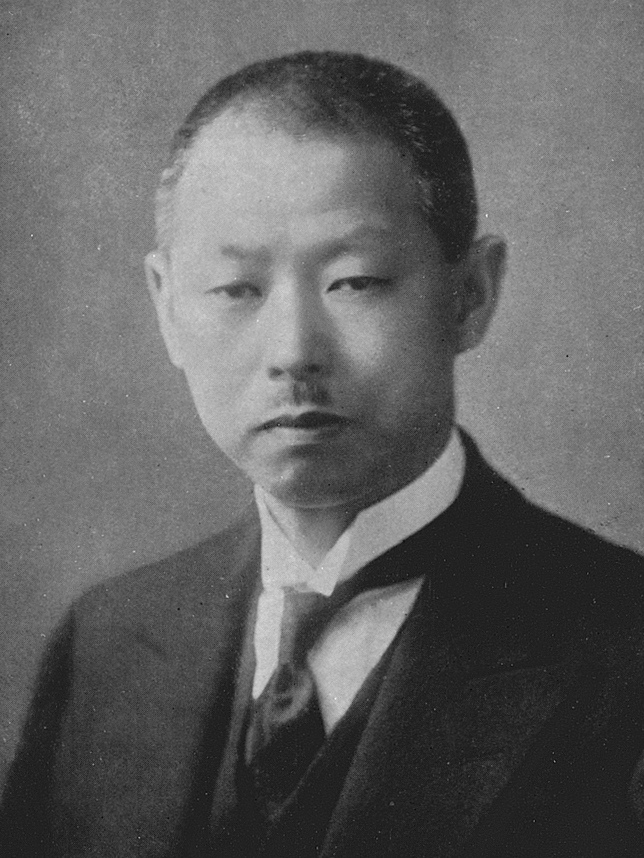
Aikawa Yoshisuke

Aikawa Yoshisuke,  Ayukawa Yoshisuke oder Ayukawa Gisuke (jap. jeweils 鮎川 義介; * 6. November 1880 in Ōuchi (heute: Yamaguchi), Präfektur Yamaguchi; † 13. Februar 1967) war ein japanischer Unternehmer und Politiker. Er war Gründer und erster Präsident des Automobilherstellers Nissan.

## Leben
Aikawa wurde 1880 in der Präfektur Yamaguchi geboren, heute befindet sich an seinem Geburtsort die Stadt Yamaguchi. Er studierte an der Kaiserlichen Universität Tokio und arbeitete nach seinem Abschluss für Shibaura Seisakusho (engl. Shibaura Engineering Works), einem Vorläufer der heutigen Tōshiba. Anschließend beschloss er, in die Vereinigten Staaten zu reisen, um dort die Technik des Tempergusses zu erlernen, da diese seiner Meinung nach in Japan unzureichend war.
Mit der Hilfe des Handelsministers Inoue Kaoru gründete er 1910 den Gießereibetrieb Tobata Imono („Tobata Gussware“, engl. Tobata Casting) und übernahm 1928 das Unternehmen Kuhara Kōgyō (engl. Kuhara Mining). Dazu gründete er eine Holdinggesellschaft namens Nihon Sangyō, die mit der Abkürzung Nissan (日産) am Aktienmarkt notiert war. Während einer günstigen Phase an der Börse kaufte die Holding 1931 Mehrheitsanteile an dutzenden Firmen auf und es entstand der Nissan-Zaibatsu. Unter den übernommenen Unternehmen befand sich auch die DAT Jidōsha Seizō (engl. DAT Automobile Manufacturing), aus der 1933 der Automobilhersteller Nissan Jidōsha (engl. Nissan Motor) hervorging. Aikawa war auch der erste Firmenpräsident von Nissan.
Im Jahr 1937 reiste Aikawa in den Staat Mandschukuo, um dort die Leitung der Manshū Jūkōgyō Kaihatsu K.K. (engl. Manchurian Industrial Development Co.) zu übernehmen und somit die Wirtschaft des Landes zu überwachen. Er blieb aber auch weiterhin Präsident von Nissan. Durch die Kwantung-Armee wurde er im Jahr 1942 gezwungen, von seinem Posten zurückzutreten. Von 1943 bis 1945 war er Mitglied des Kizokuin, dem Herrenhaus des japanischen Reichstages. Daraufhin kehrte er nach Japan zurück und wurde nach der Kapitulation von den amerikanischen Besatzungstruppen als Kriegsverbrecher verhaftet. Er war für 21 Monate im Sugamo-Gefängnis inhaftiert, doch letztendlich wurde er nur als Kriegsprofiteur angeklagt. Während seiner Freiheitsstrafe wurde die Nissan-Zaibatsu aufgelöst und Aikawa trug nach seiner Freilassung im August 1947 zum Wiederaufbau Japans bei, indem er eine Bank aufkaufte und Kredite an kleine Unternehmen ausgab.
1953 wurde Aikawa über den landesweiten Wahlkreis in das Oberhaus des japanischen Parlaments gewählt. Er starb 1967 an einer Gallenblasenentzündung.